# Joe Viterelli
Joseph "Joe" Viterelli (Nova York 10 de março de 1937 — Las Vegas 28 de janeiro de 2004) foi um ator ítalo-americano.

## Biografia
Joseph Viterelli (mais conhecido como Joe Viterelli) nasceu no Bronx, em Nova York e era filho de imigrantes italianos. Antes de tornar-se um ator, Viterelli fez amizade com o diretor Leo Penn (pai do ator e diretor Sean Penn), que inicialmente tentou mas não conseguiu  convencê-lo  a seguir a carreira de ator, por causa de sua aparência original e tipicamente italiana.
Alguns anos mais tarde, Sean Penn abordou Viterelli e pediu-lhe para participar de uma peça como um favor. Viterelli o fez e, após isso, passou a ser convidado para fazer personagens no cinema e na Televisão. Viterelli ficou conhecido por interpretar Gangsters e mafiosos, apesar de também ter sido bem sucedido ao interpretar outros personagens.

## Morte
Joe Viterelli morreu em 28 de janeiro de 2004, em Las Vegas, Nevada, devido a uma hemorragia grave no estômago, proveniente de complicação de uma cirurgia cardíaca recém concluída. Seu último papel em um filme foi como "Geleia" em A Máfia volta ao Divã em 2002 . Sua ultima aparição como ator foi, novamente interpretando um mafioso, em um anúncio para a Staples Inc., transmitido em 2004 durante Super Bowl.

## Filmografia Parcial
- 2002 - A Máfia Volta ao Divã .... Geleia
- 2001 - Spot - Um Cão da Pesada .... Gino
- 2001 - O Amor É Cego ... Steve Shanahan
- 1999 - Mickey Olhos Azuis .... Vinnie D'Agostino
- 1999 - Máfia no Divã .... Geleia
- 1998 - Máfia! ... Dominick Clamatto
- 1996 - Queima de Arquivo... Tony Two Toes
- 1993 - A Firma ... Joey Morolto